# Clochette et le Tournoi des fées
Pour plus de détails, voir Fiche technique et Distribution.
Clochette et le Tournoi des fées (Pixie Hollow Games) est un film d'animation américain de la série Disney Fairies produit par DisneyToon Studios et initialement diffusé sur la chaîne Disney Channel le 19 novembre 2011. 
Il fait suite à Clochette et l'Expédition Féerique (2010) et est suivi de Clochette et le Secret des fées (2012).
Il était originellement prévu pour être le dernier des cinq longs-métrages de la série Clochette sous le titre Tinker Bell: Race through the Seasons, avec une date de sortie prévue en 2012. Cependant, le film a été modifié en un court métrage pour une diffusion télé à la place d'un long métrage destiné à la diffusion en DVD : il n’est donc pas disponible sur la plateforme Disney+.

## Synopsis
L'histoire se déroule lors du Tournoi des fées, une compétition sportive lors de laquelle chaque classe de fées est représentée par une équipe de deux fées. Tous les ans, les Fées des Jardins finissent bonnes dernière. Cette fois, c'est Rosélia qui est tirée au sort pour les représenter et elle n'a pas l'intention de fournir le moindre effort pour gagner. Mais c'est sans compter sur son équipière, Chloé, qui compte bien montrer que les Fées des Jardins ont elles aussi l'esprit de compétition.

## Fiche technique
- Titre original : Tinker Bell - Pixie Hollow Game
- Titre français : Clochette et le Tournoi des fées
- Réalisation : Bradley Raymond
- Scénario : Jeffrey M. Howard
- Montage : Margaret Hou
- Musique : Joel McNeely
- Production : Helen Kalafatic
- Société de production : DisneyToon Studios et Prana Studios
- Société de distribution : Walt Disney Home Entertainment
- Pays :  États-Unis
- Genre : Animation, aventure et fantasy
- Langue : anglais
- Durée : 26 minutes
- Dates de sortie[2] :  France : 24 décembre 2011 (vidéo) ;  États-Unis : 19 novembre 2011

## Distribution

### Voix originales
- Megan Hilty : Rosetta (Rosélia)
- Brenda Song : Chloe
- Jason Dolley : Rumble (Vulcain)
- Tiffany Thornton : Glimmer (Alizée), la partenaire de Vulcain
- Zendaya : Fern, une Fée des Jardins
- Mae Whitman : Clochette
- Lucy Liu : Silvermist (Ondine)
- Raven-Symoné : Iridessa
- Angela Bartys : Fawn (Noa)
- Pamela Adlon : Vidia
- Jeff Bennett : Clank (Clark) / Fairy Gary
- Rob Paulsen : Bobble (Gabble) / Buck, le partenaire de Noa
- Jane Horrocks : Fairy Mary
- Jessica DiCicco : Lilac, une Fée des Jardins / Lumina, la partenaire d'Iridessa
- Kari Wahlgren : Ivy, une Fée des Jardins
- Alicyn Packard : Zephyr, la partenaire de Vidia
- Jesse McCartney : Terence
- Dan Curtis Lee : Starter Sparrowman
- Kraisit Agnew : Tabby
- Anjelica Huston : Queen Clarion

### Voix françaises
- Edwige Lemoine : Rosélia
- Alexandra Garijo : Chloé
- Tony Marot : Vulcain, Fée des Tempêtes
- Audrey Sablé : Fern, la Fée des Jardins qui fait le tirage au sort
- Sarah Marot : Lilac, une Fée des Jardins
- Olivia Luccioni : Alizée, la partenaire de Vulcain
- Marie-Frédérique Habert : Reine Clarion
- Kelly Marot : Clochette
- Marieke Bouillette : Ondine
- Élisabeth Ventura : Vidia
- Ariane Aggiage : Iridessa
- Brigitte Virtudes : Fée Marie
- Anna Ramade : Noa
- Fabrice Fara : Gabble
- Charles Pestel : Clark
- Anatole de Bodinat